# وو سانگ هیوک
وو سانگ هیوک (کره‌ای: 우상혁؛ زادهٔ ۲۳ آوریل ۱۹۹۶) ورزشکار دو و میدانی اهل کره جنوبی است.
وی در مسابقات کشوری و بین‌المللی در مجموع برندهٔ ۱ مدال طلا شده است.